# Les Plus Grands Succès, volume 1 : 1966-1970
Albums de Mireille Mathieu
Les Plus Grands Succès de Mireille Mathieu
(1988) Les Plus Grands Succès, volume 2 : 1970-1975
(1988)
Les Plus Grands Succès, volume 1 : 1966-1970 est une compilation de la chanteuse française Mireille Mathieu parue en France chez Carrère en 1988 regroupant 20 grands succès de la chanteuse lors de ses premiers pas dans la chanson.

## Chansons de la compilation
| 1.                     | Mon credo                  | André Pascal, Paul Mauriat                   | 2:52 |
| 2.                     | Celui que j'aime           | Charles Aznavour                             | 2:53 |
| 3.                     | Le funambule               | Jacques Plante                               | 3:19 |
| 4.                     | La dernière valse          | Hubert Ithier, Les Reed                      | 3:09 |
| 5.                     | C'est ton nom              | Françoise Dorin, Francis Lai                 | 2:23 |
| 6.                     | Un homme et une femme      | Pierre Barouh, Francis Lai                   | 2:57 |
| 7.                     | Ce soir ils vont s'aimer   | Pierre André Dousset, Christian Gaubert      | 2:09 |
| 8.                     | La vieille barque          | André Pascal, Christian Sarrel               | 2:40 |
| 9.                     | Un monde avec toi          | Charles Aznavour, Bert Kaempfert             | 2:35 |
| 10.                    | Je ne suis rien sans toi   | André Pascal, Les Reed                       | 3:07 |
| 11.                    | Petit Papa Noël            | Raymond Vincy, Henri Martinet                | 2:55 |
| 12.                    | C'est à Mayerling          | Jacques Plante, Francis Lai                  | 3:09 |
| 13.                    | Mon bel amour d'été        | Jean Renard, Jacques Revaux                  | 3:02 |
| 14.                    | Tous les violons de Vienne | Jacques Plante, Francis Lai                  | 2:39 |
| 15.                    | A force de rêver           | Pierre André Dousset, Christian Gaubert      | 2:37 |
| 16.                    | Paris en colère            | Maurice Vidalin, Maurice Jarre               | 2:37 |
| 17.                    | Qu'elle est belle          | Pierre Delanoé, Richard Ahlert, Eddie Snyder | 2:16 |
| 18.                    | Quand on revient           | André Pascal, Paul Mauriat                   | 2:51 |
| 19.                    | J'ai gardé l'accent        | Gaston Bonheur, Jean Bernard                 | 3:32 |
| 20.                    | La Première Étoile         | André Pascal, Paul Mauriat                   | 3:39 |
| 57 Minutes 22 secondes |                            |                                              |      |